# Grades de l'armée indienne
Les grades de l'armée indienne sont hérités de l'époque de la colonisation britannique.  Utilisé par l'armée des Indes britanniques, ils ont été conservés au sein de l'armée indienne après l'indépendance de 1947.

## Infanterie

### Officiers
- - Général
  - Lieutenant général
  - Major-général
  - Brigadier
  - Lieutenant-colonel
  - Major
  - Capitaine
  - Lieutenant
  - Second-Lieutenant

### Officiers subalternesetsous-officierssupérieurs
- - Subedar Major
  - Subedar
  - Naib Subedar (autrefois appelé Jemadar)

### Sous-officierssubalternes et hommes du rang
- - Company Havildar Major
  - Company Quatermaster Havildar
  - Havildar
  - Naik
  - Lance Naik
  - Rifleman ou sepoy

## Cavalerie

### Officiers
- - Général
  - Lieutenant général
  - Major-général
  - Brigadier
  - Lieutenant-colonel
  - Major
  - Capitaine
  - Lieutenant
  - Second-Lieutenant

### Officiers subalternesetsous-officierssupérieurs
- - Risaldar Major
  - Risaldar
  - Naib Risaldar (autrefois appelé Jemadar)

### Sous-officierssubalternes et hommes du rang
- - Company Havildar Major
  - Company Quatermaster Havildar
  - Daffaldar
  - Lance Daffaldar
  - Active Lance Daffaldar
  - Rifleman ou sowar

## Équivalence de grades entre l'armée indienne et l'armée britannique
Équivalence de grades entre l'armée britannique des Indes/armée indienne et l'actuelle armée britannique
- Subedar Major / Major (Queen's Gurkha Officier)
- Subedar / Captain (Queen's Gurkha Officier)
- Jemadar (maintenant Naib Subedar) / Lieutenant (Queen's Gurkha Officier)
- Company Havildar Major / Company sergeant Major
- Company Quatermaster Havildar / Company Quatermaster Sergeant
- Havildar / Sergeant
- Naik / Corporal
- Lance Naik / Lance corporal
- Rifleman / fusilier